# Reformierte Kirche Veltheim (Aargau)

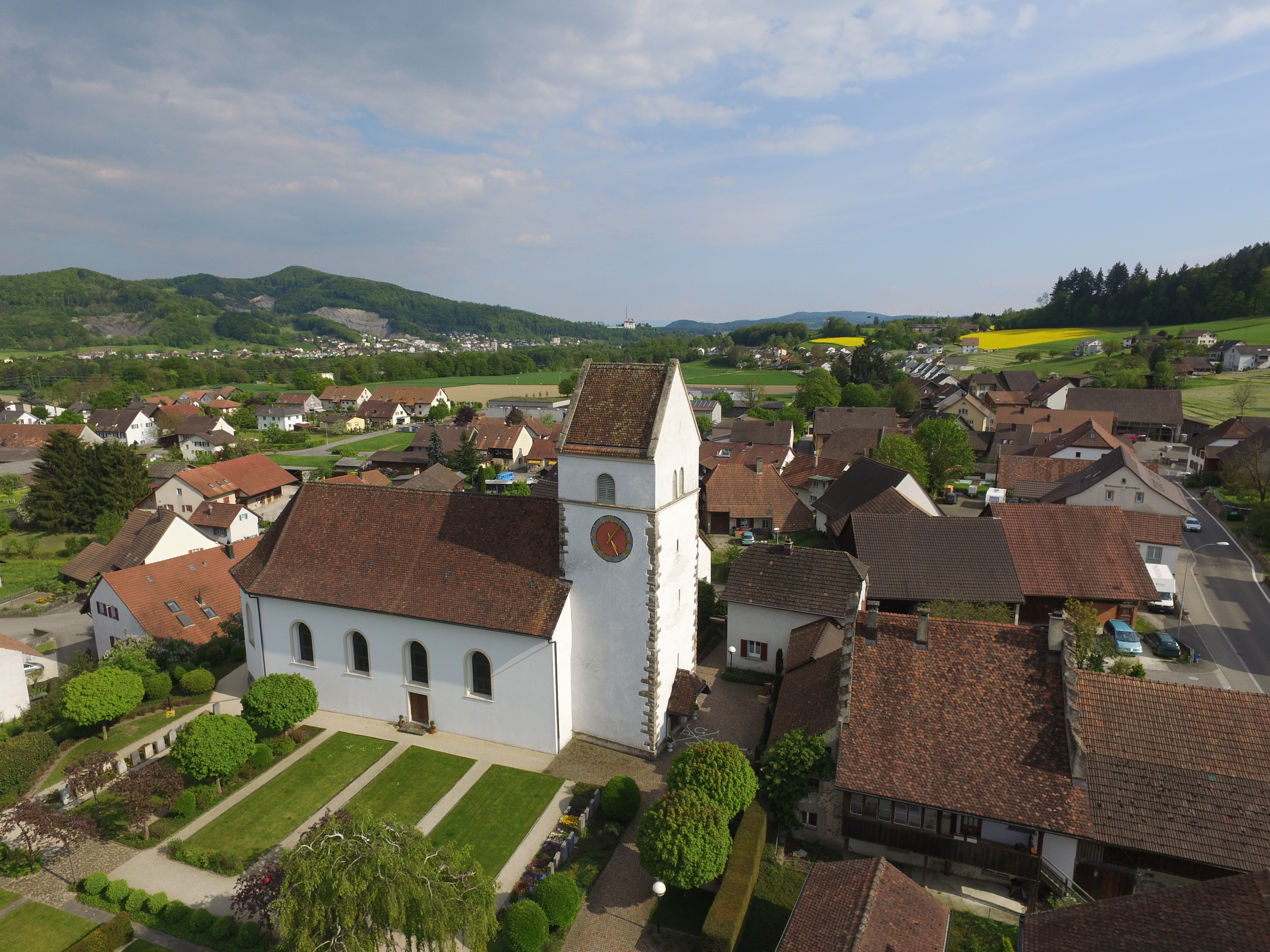
Reformierte Kirche Veltheim

Die reformierte Kirche Veltheim ist die Dorfkirche der aargauischen Gemeinde Veltheim in der Schweiz. Sie steht seit dem Jahr 1948 unter kantonalem und seit 2004 unter eidgenössischem Denkmalschutz.

## Geschichte

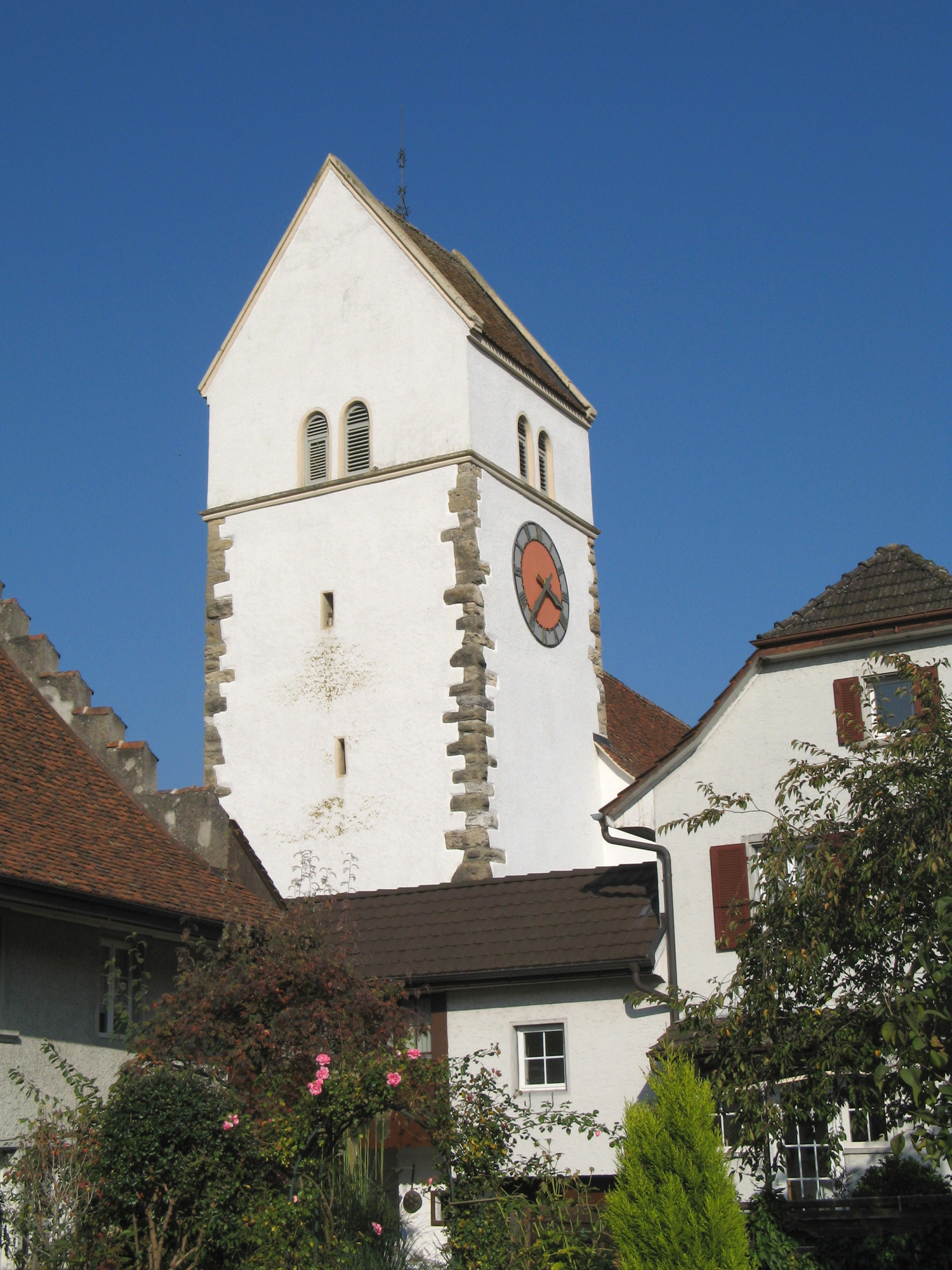
Kirchturm

Die älteste Kirche in Veltheim entstand vermutlich im Jahre 745 an der Stelle, an der schon zur Zeit der Römer ein Gutshof lag. Diese erste Kirche wurde um das Jahr 1040 durch einen romanischen Neubau ersetzt, als Kaiser Heinrich III die königliche Pfalz ausbauen liess. Diese dreischiffige Basilika war Johannes dem Täufer geweiht. Neben Oberflachs, das kirchlich auch heute noch zu Veltheim gehört, war damals das ganze Schenkenbergertal mit Thalheim und Schinznach Teil der Pfarrei. Im Jahre 1250 wurde der heutige Kirchturm angebaut. Mit der Einführung der Reformation in Bern im Jahre 1528 wurde auch die Vetheimer Kirche reformiert. Da die Kirche immer baufälliger wurde, wurde sie 1760 abgebrochen und durch die heute noch bestehende Saalkirche auf den Fundamenten der alten Kirche ersetzt. Der Architekt Niklaus Sprüngli könnte daran beteiligt gewesen sein. In den Jahren 1891/92 wurde die Kirche aussen und 1907 umfassend innen renoviert und das Beinhaus abgetragen. Weiter Renovierungen wurden 1934 am Turm und 1996–1997 am Aussen- und Innenraum der Kirche durchgeführt.

## Beschreibung

### Das Äussere
Das weitgehend schmucklose Kirchengebäude besteht aus dem 1760 auf den Fundamenten der Vorgängerkirche neu errichteten Kirchenschiff mit dreiseitigem Chorabschluss und dem massiven Kirchturm an der Westseite, der im 13. Jahrhundert erbaut wurde. Das Satteldach des Kirchensaals ist nach Osten hin abgewalmt, der Turm hat ebenfalls ein gleichgerichtetes Satteldach (Käsbissen). Das Erdgeschoss des Turms, dessen Richtungsachse leicht von der des Schiffs abweicht, ist die Eingangshalle zur Kirche. Daneben gibt es auch noch je eine Türe auf den Längsseiten des Kirchenschiffs.

### Kircheninneres
Das Innere der Kirche ist ebenfalls nüchtern gehalten und besitzt ausser den Glasgemälden des Zürcher Glasmalers Georg Röttinger in den drei Fenstern des Chors keine nennenswerte Ausschmückung. Der Kirchensaal wird von je vier Rundbogenfenstern auf beiden Seiten belichtet. Der schlichte spätgotische Taufstein ist ein achteckiger Kelch auf viereckigem Fuss. Die hölzerne Kanzel stammt aus dem 19. Jahrhundert. In der Turm-Eingangshalle sowie im Chorbereich sind verschiedene Grabplatten zu sehen. Auf der schmalen Empore befindet sich die Orgel.

### Orgeln

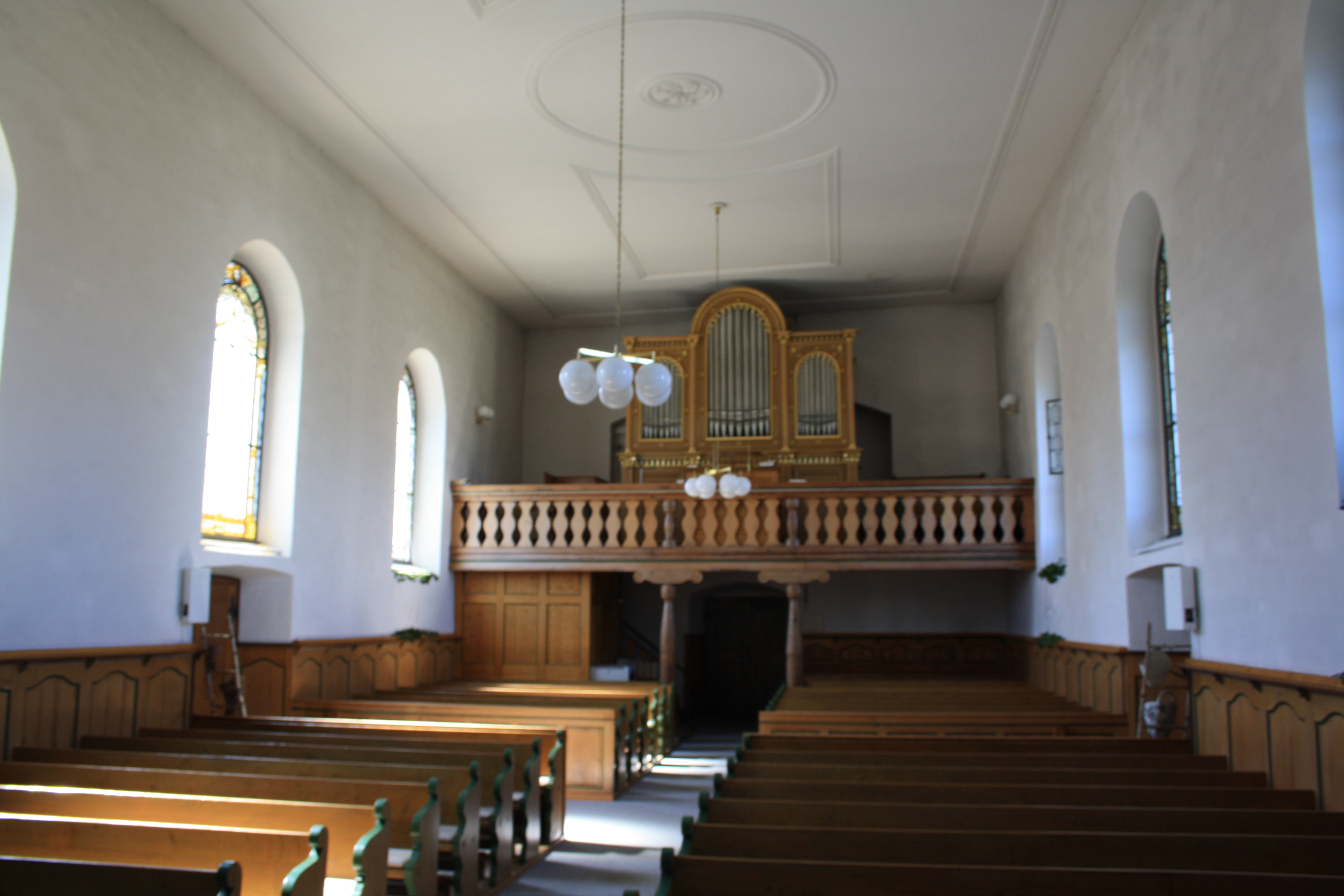
Blick zur Orgel

Die Kirche ist mit einer 1871 von der Firma Orgelbau Kuhn gebauten Orgel ausgestattet, die 1924 aus der Kirche von Ennenda übernommen,  nachdem sie von Friedrich Goll umgebaut wurde. Sie ist die älteste erhaltene Kuhn-Orgel. Als die Orgel 2004 von der Erbauerfirma Kuhn AG, Männedorf, restauriert und auf den Originalzustand zurückgebracht wurde, war auch die Denkmalpflege beteiligt. Wie ursprünglich gebaut hat sie 16 Register auf zwei Manualen und Pedal.
Im Jahr 2005 gelangte ein Orgelpositiv nach Veltheim, das 1936 von der Orgelwerkstatt Alexander Schuke aus Potsdam für eine Zürcher Musikerin gebaut worden war. Das Instrument wurde 2005 von der Orgelwerkstatt Kuhn restauriert und der Kirche in Veltheim überlassen. Sie hat fünf Register auf einem Manual.

### Glocken
Im Turm der Kirche Veltheim hängen fünf Glocken. Vier von ihnen gehören zum Glockengeläut, die fünfte wird – nur einzeln – von Hand als Totenglocke geläutet. Diese und zwei andere Glocken stammen noch aus dem 14. und frühen 15. Jahrhundert. Das Geläut wurde im Jahr 1966 durch zwei weitere Glocken (Nr. 1 und 3) der Gießerei H. Rüetschi in Aarau ergänzt.
| Nr. | Durchmesser | Gewicht | Ton | Inschrift |
| --- | ----------- | ------- | --- | --- |
| 1   | 121 cm      | 1090 kg | e   | Jeremia 22,29 (O Land, Land, Land, höre des HERRN Wort!)*                                                                                           |
| 2   | 101 cm      |         | g   | «o rex glorie christe veni cvm pace» – «anno domini Mccccxv» («Oh Christus, König der Herrlichkeit, komme mit Frieden» – «im Jahre des Herrn 1415») |
| 3   | 91 cm       | 465 kg  | a   | Lukas 2, 14 (Ehre sei Gott in der Höhe und Frieden auf Erden und den Menschen ein Wohlgefallen)*                                                    |
| 4   | 81 cm       |         | h   | «o rex glorie criste veni nobis cvm pace» («Oh Christus, König der Herrlichkeit, komme zu uns mit Frieden»)                                         |
| 5   | 63 cm       |         | cis | «o rex glorie christe veni cvm pace» – «anno domini Mccccxv» («Oh Christus, König der Herrlichkeit, komme mit Frieden» – «im Jahre des Herrn 1415») |

* Text der Lutherbibel von 1545, entspricht nicht unbedingt wörtlich dem Text auf der Glocke

## Nachweise
1. ↑  Orgelverzeichnis Schweiz und Liechtenstein: Orgel Ref. Kirche Veltheim AG, mit Dispositionen und Abbildung
2. ↑  Site von Orgelbau Kuhn zur Hauptorgel
3. ↑  Orgelverzeichnis Schweiz und Liechtenstein: Chororgel Ref. Kirche Veltheim AG mit Disposition und Abbildung
4. ↑  Site von Orgelbau Kuhn zu dieser Orgel
5. ↑  Die Kirche Veltheim: Die Glocken. In: Reformierte Kirchen im Aargau. Reformierte Kirche Aargau, abgerufen am 8. März 2023.

Koordinaten: 47° 26′ 17,9″ N, 8° 8′ 50,5″ O; CH1903: 653463 / 254408